# Helga Walop
Helga Walop (1975) is een Nederlandse auteur. Zij studeerde Franse taal- en letterkunde in Utrecht en twee jaar Moderne Westerse Letterkunde in Straatsburg.
Zij publiceerde onder andere in Tirade, Rails en het literaire poptijdschrift Wahwah. In 2004 verscheen haar debuutroman Zolang ik leef. Het overlijden van Walops vader in de week van haar debuut vormde de aanzet voor haar tweede roman Vluchtplaats. Hierin beschrijft zij onder andere haar jeugd in de Zuid-Hollandse Alblasserwaard en de vriendschap met de Franse schrijfster Annie Ernaux.
Helga Walop woont en werkt in Amsterdam.

## Boeken
- 2004: Zolang ik leef ISBN 9029075120
- 2008: Vluchtplaats ISBN 9789029566629